# Мазі-Торелло
Мазі-Торелло (італ. Masi Torello) — муніципалітет в Італії, у регіоні Емілія-Романья, провінція Феррара.
Мазі-Торелло розташоване на відстані близько 330 км на північ від Рима, 50 км на північний схід від Болоньї, 15 км на схід від Феррари.
Населення — 2359 осіб (2014).

## Демографія
Населення за роками:

Станом на 1 січня 2023 року в муніципалітеті офіційно проживали 182 іноземці з 26 країн, серед них 58 громадян країн Євросоюзу та 21 громадянин України.

## Сусідні муніципалітети
- Феррара
- Остеллато
- Портомаджоре
- Вог'єра